# Трагониси (Миконос)
Трагониси (греч. Τραγονήσι), или Драгониси (греч. Δραγονήσι) — необитаемый остров в архипелаге Киклады. Находится к востоку от острова Миконос. Административно принадлежит к муниципалитету Миконос.